# Hertha BSC II
A Hertha BSC II (korábbi nevén Hertha BSC Amateure) német labdarúgócsapat, a berlini Hertha BSC negyedosztályú tartalékcsapata.

## Jelenlegi keret
2018. augusztus 25-i állapot szerint.
| #  |     | Poszt | Név              |
| -- | --- | ----- | ---------------- |
| 1  | GER | K     | Luis Klatte      |
| 2  | GER | V     | Gordon Büch      |
| 4  | GER | KP    | Niko Koulis      |
| 5  | GER | V     | Florian Egerer   |
| 6  | GER | KP    | Florian Krebs    |
| 7  | GER | KP    | Nikos Zografakis |
| 8  | GER | KP    | Maurice Klehr    |
| 9  | GER | KP    | Tony Fuchs       |
| 11 | GER | V     | Fabio Mirbach    |
| 12 | GER | K     | Dennis Smarsch   |
| 13 | GER | V     | Rico Morack      |
| 14 | GER | CS    | Pascal Köpke     |
| 15 | GER | V     | Lukas Kraeft     |
| 16 | NED | KP    | Javairô Dilrosun |
| 18 | GER | V     | Panzu Ernesto    |

| #  |     | Poszt | Név                |
| -- | --- | ----- | ------------------ |
| 19 | GER | CS    | Nils Blumberg      |
| 20 | GER | V     | Max Mulack         |
| 21 | GER | KP    | Maximilian Storm   |
| 22 | GER | K     | Maxim Hertel       |
| 24 | GER | CS    | Dárdai Palkó       |
| 26 | GER | V     | Mateo Kastrati     |
| 27 | CMR | CS    | Will Siakam        |
| 28 | GER | KP    | Irwin Pfeiffer     |
| 29 | GER | V     | Florian Baak       |
| 31 | GER | K     | Niclas Wild        |
| 33 | USA | K     | Jonathan Klinsmann |
| 34 | CRO | KP    | Maurice Covic      |
| 41 | GER | CS    | Anthony Roczen     |
| 42 | GER | V     | Niko Bretschneider |

## Sikerei
NOFV-Oberliga Nord (német negyedosztály)
- Aranyérmes: 4 alkalommal (1999, 2002, 2004, 2008)

Berliner Landespokal
- Győztes: 3 alkalommal (1976, 1992, 2004)